# 洗剤
洗剤（せんざい、独: Reinigungsmittel、英: Detergent）は、衣類や食器、人体や機械などの洗浄を目的とした、界面活性剤を主成分とする製品である。
#用途にてシャンプー、ハンドソープなど各種の個別の洗剤について一覧がある。

## 成分
親水基と疎水基（親油基）をもち、水に溶けにくい汚れをつつみこんで水などの溶媒中に分散させる効果などがある界面活性剤と、水の状態を界面活性剤が働くのに適した状態にする補助的な成分などから構成される。補助的な成分は洗剤の用途にもよるが、カルシウムイオンやマグネシウムイオンなどの金属イオンを除去するEDTAなどのキレート剤（金属封鎖剤）やpH調整剤、塩分、土類などがある（⇒ビルダー）。
このほかにタンパク質や脂質、糖質を分解する目的で、衣料用洗剤（独: Waschmittel、英: Laundry detergent）や食器用洗剤（独: Geschirrspülmittel、英: Dishwashing liquid）には用途に応じた酵素（プロテアーゼ、リパーゼ、アミラーゼ、セルラーゼなど）が含まれていることがある。また、用途により香料が含まれているものもある。

## 種類
洗剤は、その洗浄作用に寄与する界面活性剤の種類に応じて、法的に区分されている。家庭用品品質表示法による雑貨工業品品質表示規程により、次のように定義されている。
合成洗剤
「対象となるものは、主な洗浄作用が純石けん分以外の界面活性剤の働きによるもので、研磨材を含むもの及び化粧品は除きます。」
洗濯用又は台所用の石けん
「対象となるものは、主な洗浄作用が純石けん分の界面活性作用によるもので、研磨材を含むものは除きます。」
天然油脂を鹸化して作る石鹸も界面活性剤の一種で、鹸化という化学反応プロセスを経て生産され、化学物質名称は脂肪酸塩である。純石鹸以外の界面活性剤は、天然油脂と石油を原料としている。
身体に塗擦されるものは、化粧品として医薬品医療機器等法で規制されている。

## ヒトに対する影響

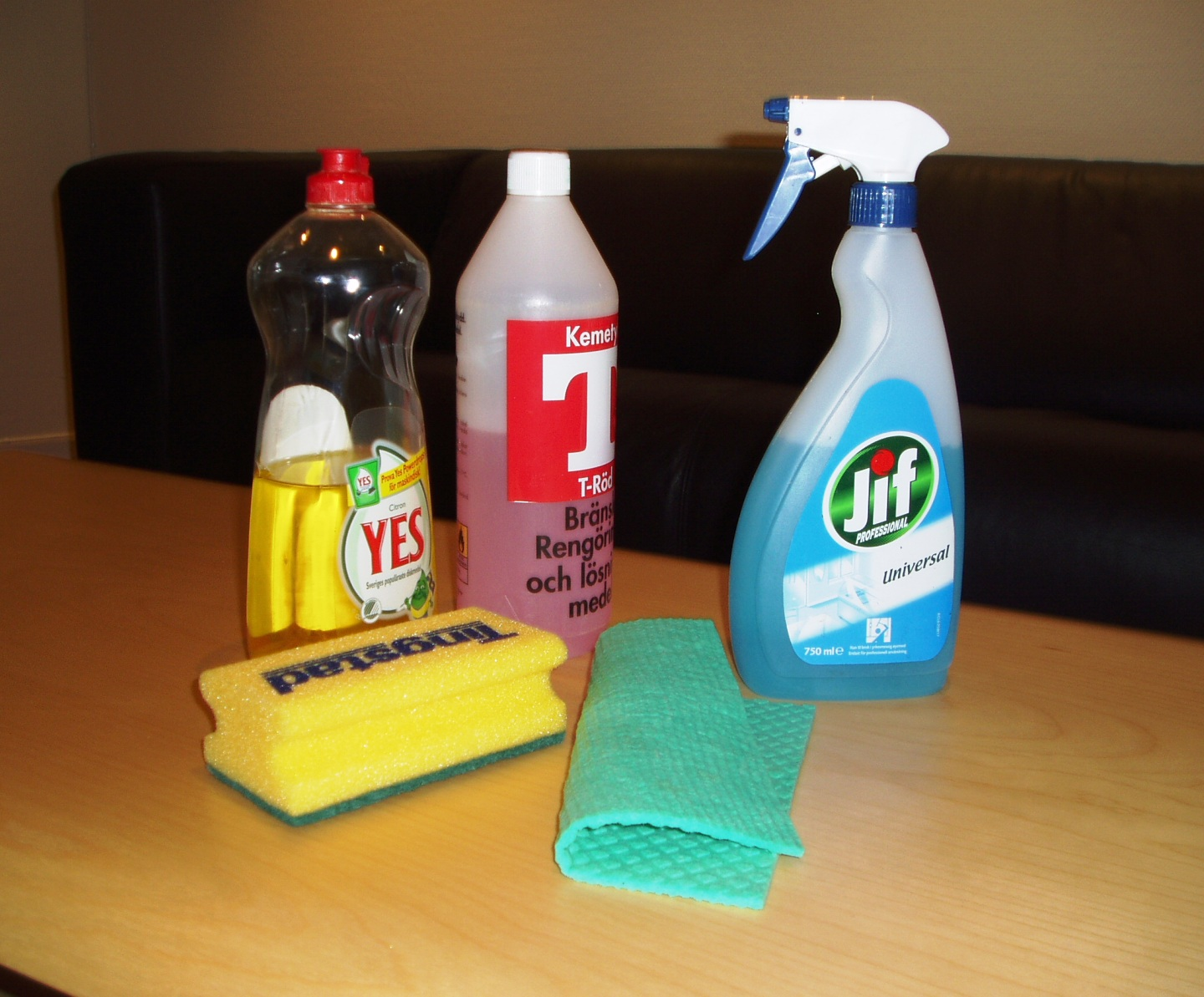
台所用洗剤

現在使用されている洗剤は、肝臓で分解できるものが多く、分解できない分は体外に排出され、蓄積性はないといわれている。しかし、その排出にかかる時間は非常に長い。ほんの数時間暴露するだけで、それを排出するのには半年から数年である。ただし、他の物質と比べると多少分解されにくい（したがって一度に多量摂取は危険である）。また、家庭用洗剤の皮膚からの浸透量はおよそ0.53%であり、ヒトが一日に摂取する界面活性剤の量（洗濯物に付着した洗剤の皮膚から吸収される量、食器に残留した洗剤、添加剤として食べ物に付着したもの等の合計）は多くとも14.5mgである。この量は最大無影響量のおよそ1000分の1に相当する（体重50kgの場合）。また催奇性や発がん性などの性質はないといわれている。
界面活性剤の影響で注意が必要なのは刺激性である。種類によっては界面活性剤は長時間使用すると、人によって手湿疹など肌荒れを引きおこすことがある。これは皮膚の角質に作用し表面の滑らかさを奪うためであり、界面活性作用の強いものほど起こりやすい。一部の化粧品にも界面活性剤が（主に成分を混ぜるための乳化剤、または浸透剤として）用いられるため、長期間・多量の使用はかえって肌を害しやすいともいえる。このため、活性剤を使用しない無添加製品などの開発が進んでいる（そのほうが人体によいのかについては不明）。ただし、化粧品に用いられる界面活性剤はもちろん刺激性の低いものを使用しているので台所用洗剤（英: Dishwashing liquid）と同列に扱うことはできない（上述）。
強い洗剤は、脂質を落としタンパク質を損傷し天然保湿因子を損失させ、肌の角質層のバリア機能を損なわせ皮膚がはがれることを促し、乾燥、刺激、皮膚の硬さ、痒みなどを起こす。一方で1990年代より　優しい界面活性剤を用いた洗剤が開発され、このような損傷は減少しており、またしかし、まだ皮膚の乾燥を引き起こす可能性がある。ステアリン酸やパルミチン酸のような飽和長鎖脂肪酸を入れることで、バリア機能の改善に役立つ。

## 排水問題

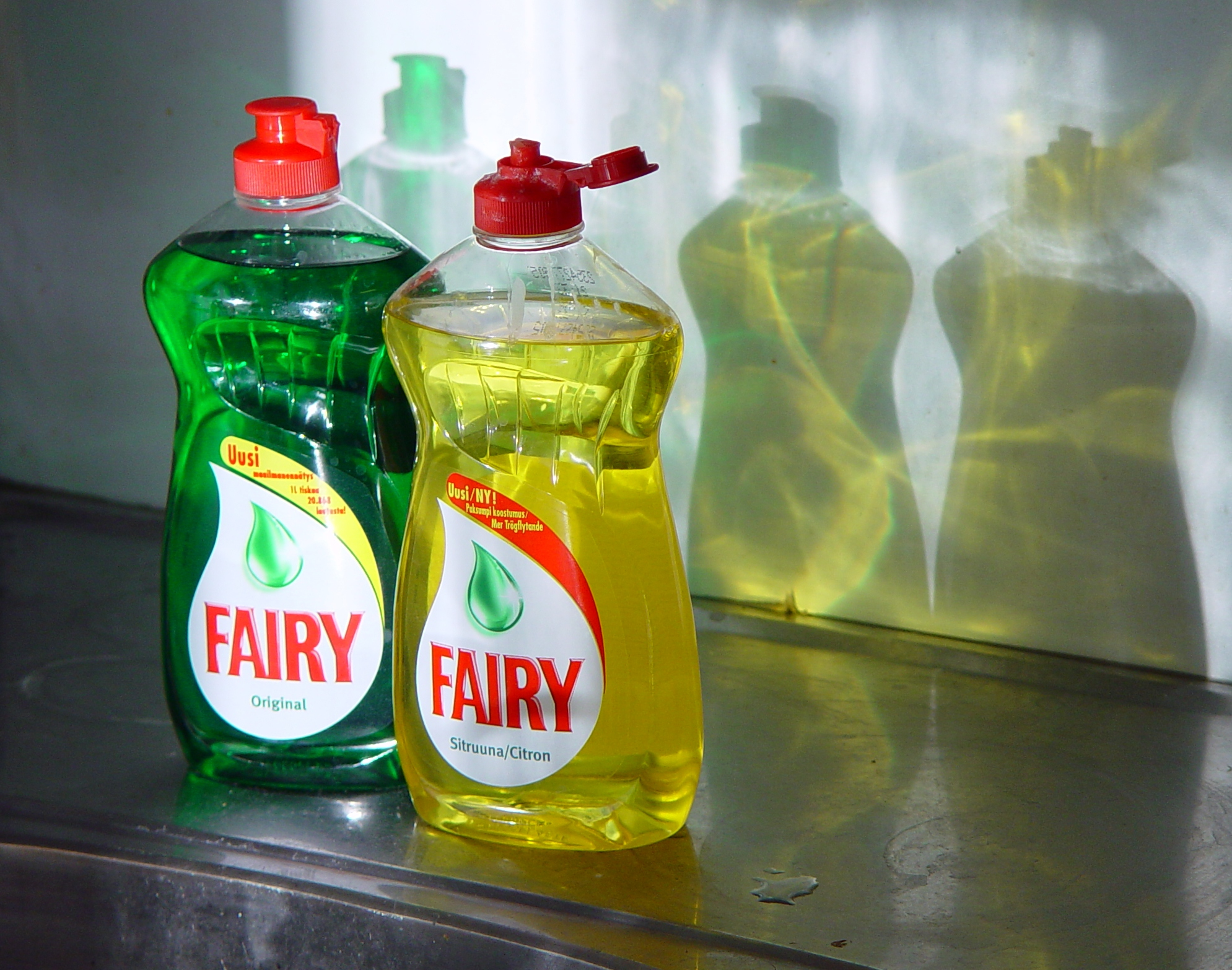
食器用洗剤（Dishwashing liquid）

洗剤に用いられる界面活性剤の水生生物への影響はこれまで数多く報告されている。これらの研究から汎用される界面活性剤について水生生物へ悪影響を及ぼさない濃度（推定無影響濃度　PNEC）が算出されている。このPNECと河川中の濃度を比較することで、実環境でのリスク（危険性の程度）の程度が問題あるレベルなのかどうかが初めて可能となる。しかしながら、リスクの概念はまだ定着していないため、“家庭用洗剤として広く使用されているLAS（直鎖アルキルベンゼンスルホン酸塩）は、水1リットルに数ミリグラム含まれると魚が死滅し、その10分の1では成長が阻害される”というようにハザードだけを強調した記載がなされることもある。毒性（ハザード）が弱い物質でも環境中での濃度が高くなれば、環境リスクは高まる。すなわち、排水問題は、水生生物への影響（毒性）だけでなく、その物質が環境中で分解されるのかなどの因子や環境中での濃度を把握する暴露評価を踏まえたリスクに基づく議論で行われるものである。
1960年代に導入された合成洗剤の界面活性剤ABS（分岐型アルキルベンゼンスルホン酸塩）は化学的に安定であり、昭和40年代の多摩川水系の汚染に代表されるように河川等で分解が進まず発泡問題が起こった。しかし、近年では下水道の整備や、大学や企業側の努力により環境に配慮した製品開発が進み、洗剤に利用される界面活性剤の多くは微生物により容易に分解されるものになっている。微生物の分解可能性と人へのリスク評価を同等に考えてはならない。人に及ぼす影響を症状のかるものから、重篤なもまで広く研究していくべきなのであるが、現在は発癌性や遺伝的影響などの重篤のもののみが研究の評価項目になっている。
また、環境中の濃度測定結果をもとにしたリスク評価も実施されてきている。その結果、洗剤に用いられる代表的な界面活性剤であるLASは、都市近郊河川での水生生物調査において、水生生物に対して重大な影響を及ぼしていることを示唆する結果はみつからなかった。日本石鹸洗剤工業会では家庭用洗剤に汎用される界面活性剤と蛍光増白剤について自主的にリスク評価を行っており、リスクは小さいと結論付けている。
こうしたリスクの考え方やリスク評価結果をわかりやすく解説する試みとして、環境省は子供向け冊子『かんたん化学物質ガイド』シリーズを作成している。洗剤については『洗剤と化学物質』に人の健康と環境への影響が説明されている。

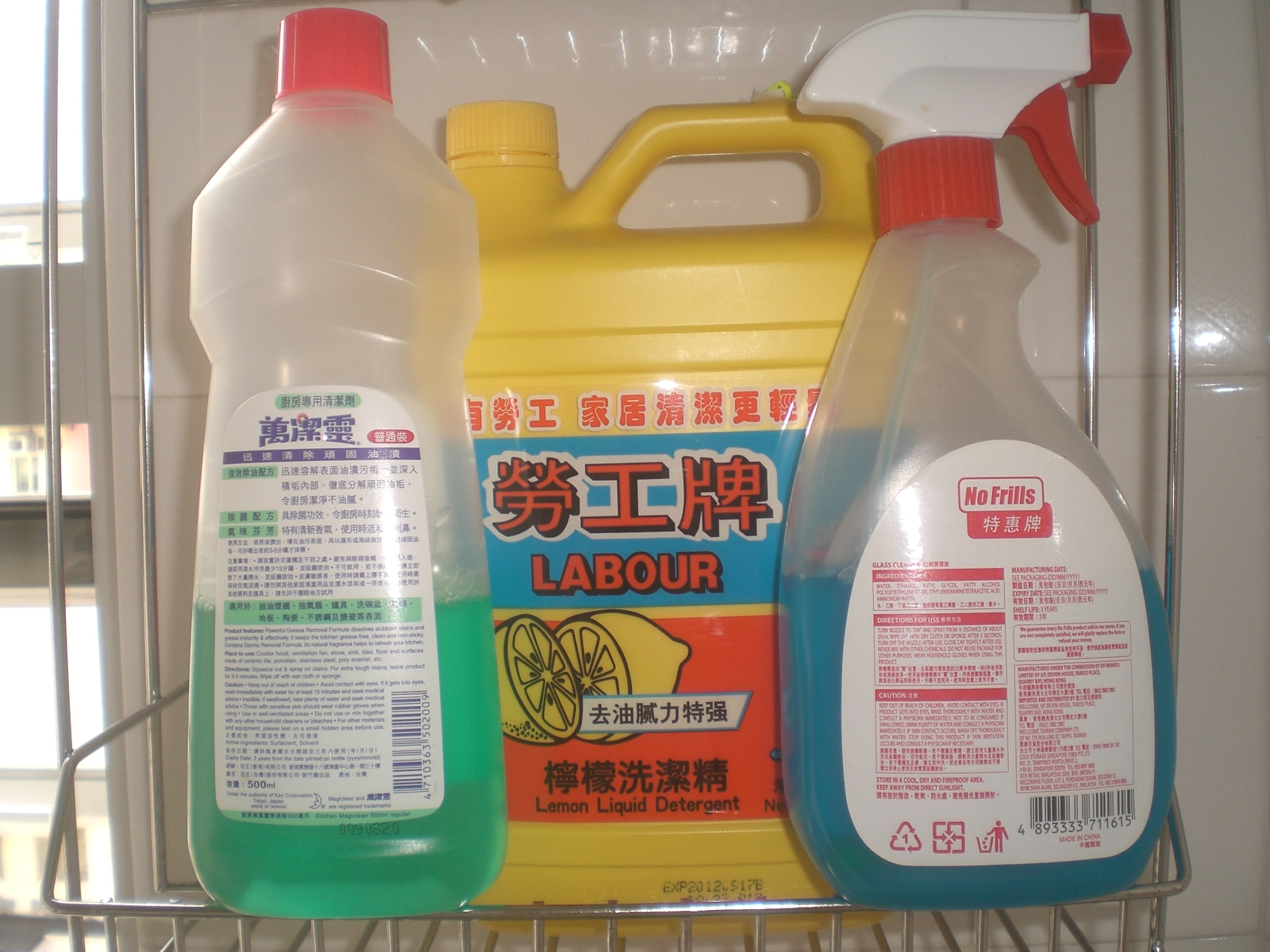
合成洗剤

かつて衣料用洗剤には補助成分としてリン酸塩が含まれていて、これを含む排水による富栄養化で河川の水質汚濁を問題とする時代もあった。滋賀県の琵琶湖周辺では無リン石鹸を使おうという運動が起きた。しかしながら、洗剤に由来するリン寄与率は十数パーセントと低く、洗剤のリンを削減しても琵琶湖の環境改善には繋がらないとの県の予測があった。事実、リン代替物を配合した無リン洗剤（脂肪酸塩を主成分とするものではなく）ができて、家庭用洗剤の無リン化が完了しているが、一向に琵琶湖の環境改善は進んでいない。
石鹸（化学物質名称：脂肪酸塩）も有機物であり環境への負荷がある。石鹸も洗剤も適正使用をはかることが、環境保全につながる。つまり、洗濯するときの濃度は、通常1リットル中に数百ミリグラムほどであり、汚染された水を薄めて浄化するためには莫大な量の水が必要となる。したがって自然界に排出するときは天然か合成かに関係なく十分な注意が必要である。ひとりひとりの使用量はわずかであっても、多量に排出すれば環境に悪影響をもたらすのは必然であるからだ。洗剤に用いられる界面活性剤は全体としての使用量が多いためPRTR法に基づいて環境排出量がモニタリングされている。一部の石鹸成分は、2007年10月から開催されているPRTR指定化学物質見直し合同会合でPRTR指定化学物質の追加候補となっている。追加の根拠であるハザードの種類はLASなどと同様に生態毒性である。
なお、家庭用洗剤分野以外でも、環境受容性の高い界面活性剤の研究開発が行われている。
特にフッ素系界面活性剤は残留性が高く危険視されていたが、近年低減化に成功した。

## 対象用途
- 衣料品 - 洗濯
- 食器
- 人体
  - 頭髪 - シャンプー
  - 頭髪以外 - ボディーソープ、ハンドソープ
- 殺虫用洗剤（英語版） ‐ 昆虫の呼吸器に付着して窒息させる[14]。
- 住宅用
  - 台所周り（ガスレンジ、換気扇など）
  - 排水設備（錠剤になっている物、液体状があり塩素系、排水口や排水路の途中のトラップに入れて放置し、洗い流す）
  - 浴室周り（浴槽、洗面器・タイルなど）
  - トイレ
  - サニタイザー
  - 窓ガラス
  - 家具
  - 自動車
- 工業用

## 代替品
- 粉石鹸：衣料品
- 石鹸：食器／人体・頭髪
- 重曹（スポンジを使用）：住宅（台所周り（ガスレンジ、換気扇など）・浴室）
- 水（ぞうきんを使用）：トイレ・窓ガラス・家具、東京家政大教授片山倫子の実験によると肌着程度なら水で洗剤の半分程度の効果はあるという[15]
- 灰および塩類：ナトリウム・カリウム・マグネシウムなどアルカリ金属とアルカリ土類金属を含む無機成分化合物でもあり多孔質構造の持つこれらは天然の洗浄剤として古くから利用されてきた。また石鹸の原料にもなった。
- 石鹸石（ソープストーン：モンモリロナイト・サポナイト・フラー土など)：上記の灰や塩類同様にアルカリ金属とアルカリ土類金属に富み多孔質で乳化作用もあることから石状のものは手の洗浄、粉および粘土状のものは洗濯粉や羊毛の脱脂など、洗濯用粘土として古くから用いられてきた。
- 糠・小麦粉・杉および松、檜など針葉樹の葉の粉・卵黄：親油性からくる乳化作用と粉の吸着作用から人体を洗浄する用途として古くから用いられてきた。
- 泥：流れが清浄な河川のきめ細かい泥は天然の油脂吸着剤として人体の洗浄に使われてきた。
- スメクタイト（英語版） ‐ ラテン語で「汚れをとる」という意味があり、洗剤として用いられた[16]。

### 洗剤になる植物
植物に含まれれるサポニンは、起泡性と界面活性作用があり、洗剤として利用された。サポニンが活用できる植物の部位は、洗剤に用いられた。
- ソープワート（英語版）（サボンソウ）
- ソープ・ナッツ
- クロロガルム・ポメリディアヌム（英語版） - アメリカ先住民やアメリカ入植者が洗剤とした。
- ユッカ・グラウカ（英語版）

木
- エゴノキの果皮
- セイヨウトチノキの果皮
- ムクロジの果皮
- サイカチの果皮